# Xanthodaphne bougainvillensis
Xanthodaphne bougainvillensis é uma espécie de gastrópode do gênero Xanthodaphne, pertencente a família Raphitomidae.